# Teorie reaktance
Teorie reaktance, kterou formuloval sociální psycholog J. W. Brehm (1966), vysvětluje reakci jedince v situaci, kdy je omezována jeho osobní svoboda. Lidé, jejichž osobní svoboda je ohrožována (např. zákazem), mají tendenci si tuto svobodu zachovat, což může v důsledku vést k nežádoucímu jednání (porušení zákazu). Reaktance je odporem proti manipulaci a snahou uhájit pocit vnitřní svobody vlastního jednání.
Používané jsou také názvy reactance theory, psychologická reaktance.

## Teorie
Reaktance je koncept z oblasti sociální psychologie, který vychází z pojmu sociální frustrace (stav jedince, kterému jsou kladeny překážky na cestě k dosažení jeho cíle). Reaktance se objevuje tehdy, když jsou ohroženy svobody a práva jedince.
Teorii reaktance formuloval v roce 1966 profesor z americké University of Kansas J. W. Brehm (1928 - 2009). Brehmova teorie vychází z předpokladu, že každý jedinec věří, že má svobodné právo rozhodovat o svém chování v konkrétní situaci. Pokud však daná osoba vnímá, že je její svoboda nějakým vnějším vlivem ohrožena, či omezena, reaguje snahou získat jí zpět.

## Vznik a důsledky reaktanční situace
Klíčovým prvkem teorie je předpoklad, že ohrožení svobodného jednání jedince zvyšuje jeho motivaci znovunabýt dotčené svobody a chránit se před její opětovnou ztrátou. Reaktance ovšem může také vyvolat konflikt mezi podlehnutím či odporem. Chování jedince se poté vyvíjí v závislosti na tendenci, která měla převahu. Opětovného nabytí svobody může být v případě odporu dosaženo chováním, které je opačné vůči tomu, které činy jedince omezuje. Koncept reaktance je proto často spojován s pojmem reverzní psychologie. Ta je založena na předpokladu, že zákaz určitého chování způsobí, že je toto chování pro jedince mnohem atraktivnější. Pokud je tedy svoboda člověka omezena např. určitým zákazem, jedinec reaguje tím, že začne usilovat o zachování své svobody a důsledkem může být, že zakázané chování realizuje.
Výzkum Gniechové a Dickenbergerové (1978) odhalil, že je typ reaktance závislý na síle ovlivňování. Reaktanční situaci zkoumaly v prostředí obchodu a reklamy. Vyvíjela-li reklama na zákazníky jen slabý pokus o ovlivnění, bylo získáno 90 % nakupujících, byl-li tento pokus silnější, úspěch ovlivnění byl výrazně slabší.
Podle W. Herknera (1975) síla reaktance souvisí:
- s důležitostí omezené svobody
- s očekáváním moci svobodu realizovat
- se sílou ohrožení a rozsahem omezení svobody

Herkner zároveň zdůraznil, že se v případě reaktance jedná o tzv. subjektivně prožívanou svobodu, tedy nikoliv svobodu v politickém slova smyslu.